# Alois Bierl
Alois Bierl (Waldmünchen, 8 settembre 1943) è un ex canottiere tedesco.

## Palmarès

### Olimpiadi
- 1 medaglia:
  - 1 oro (Monaco di Baviera 1972 nel quattro con)

### Mondiali
- 1 medaglia:
  - 1 oro (St. Catharines 1970 nel quattro con)

### Europei
- 3 medaglie:
  - 2 ori (Klagenfurt 1969 nel quattro con; Copenaghen 1971 nel quattro con)
  - 1 bronzo (Mosca 1973 nel due senza)